# Маленький Жан из Сантре
«Маленький Жан из Сантре» — рыцарский роман Антуана де Ла Саля, написанный в 1456 году. Наиболее значительный из французских романов, созданных в XV веке.

## Герой
Герой романа — реальное лицо, он жил во второй половине XIV века, его с похвалой упоминает Фруассар, однако биография Жана из Сантре в романе вымышлена Ла Салем от начала до конца.

## Сюжет
Жан из Сантре маленького роста. В начале книги ему 13 лет, он служит пажом при короле Франции, и на него обращает внимание недавно овдовевшая дама благородного рода и королевской крови. Дама задумала воспитать из него идеального рыцаря и идеального возлюбленного. Отношения Сантре и Дамы — тайна для всех и останутся такими до финала (имя же Дамы — тайна автора).
Когда Сантре исполняется 21 год, Дама вручает ему драгоценный браслет, залог и символ его рыцарского подвига. Браслет он должен носить в течение года, пока какой-нибудь рыцарь не примет его вызова и не освободит его от зарока. Вызов принят в Арагоне. Двудневный поединок кончается победой Сантре. Он триумфально возвращается в Париж и назначается королевским шамбеланом. Дама подает ему мысль принять участие в крестовом походе в Пруссию, где ему противостоят полчища из Иудеи, Персии, Сирии, Египта, Месопотамии и Мидии. Там он убивает Великого Турка и захватывает неприятельское знамя.
Сантре возмужал, и ему не терпится проявить самостоятельность. Втайне от Дамы он готовит ей сюрприз: новый бранный зарок. Сюрприз оказывается неприятным: Дама разгневана и расстроена его своеволием. Сантре отправляется ко двору императора, где надеется отыскать противника; Дама в гневе и скорби удаляется в свои поместья, по соседству с которыми расположен некий монастырь, где аббатом молодой человек. Их знакомство переходит в любовь.
Сантре возвращается из Германии. Дама встречает его с нескрываемым неудовольствием, аббат насмехается над рыцарством и рыцарскими обетами. Сантре должен отомстить: он зазывает на обед Даму и её любовника, искусно льстит аббату, наведя разговор на то, как великолепен он будет в полном рыцарском облачении, тут же является и заранее подготовленный, точно по мерке аббата, доспех, и тщеславный монах вынужден вступить в поединок. Сантре ограничивается тем, что пронзает ему кинжалом язык и щеки, а с Дамы срывает голубой пояс, эмблему верности.
Через несколько месяцев, в присутствии Дамы и при полном собрании двора, Сантре, не называя имен, рассказывает свою историю и просит у придворных дам суда и приговора. Приговор клеймит неверность. Сантре на глазах у всех возвращает Даме её пояс.

## Русский перевод
- Антуан де Ла Саль. Маленький Жан де Сентре. / Пер. Н. В. Забабуровой // Литературные шедевры средних веков. — Ростов н/Д., 2014. — С. 795—1030. — ISBN 978-5-904079-82-6